# Home (альбом Blue October)
Home — восьмой студийный альбом Blue October, был записан в период с августа по ноябрь 2015 года. Дата релиза — 22 апреля 2016 года.

## Об альбоме
Home был записан в «Orb Studios» в Остине, штат Техас, а также в домашней студии вокалиста Джастина Фёрстенфелда - «Crazy Making Studios». В роли продюсера выступил Тим Палмер.
Песни для нового альбома были написаны Джастином Фёрстенфелдом во время путешествия по калифорнийской пустыне.
Для финансирования работы над альбомом группа вновь воспользовалась краудфандинговым проектом «PledgeMusic».
Альбом был выпущен на созданном группой независимом лейбле Up/Down Records. 
Альбом вышел на CD, виниловых пластинках, а также в цифровом формате.
Альбом дебютировал на 19 месте в главном чарте Billboard 200, а в отдельных чартах Billboard Rock Albums Chart, Alternative Albums Chart и Independent Albums Chart альбом сразу занял 1 место.
В  альбом не вошли следующие композиции:
- «Wake Up»
- «Fascinating Drop»
- «Naked» feat. Ray C
- «Don't Leave» feat. Ray C
- «A Skirt Unzipped»

На обложке изображено фото первого поцелуя родителей братьев Фёрстенфелдов.

## Список композиций
Все тексты написаны Джастином Фёрстенфелдом.
| №                   | Название                                      | Музыка                                                    | Длительность |
| ------------------- | --------------------------------------------- | --------------------------------------------------------- | ------------ |
| 1.                  | «Coal Makes Diamonds»                         | Джастин Фёрстенфелд, Стив Шильц, Мэтт Новески             | 5:04         |
| 2.                  | «Driver»                                      | Джереми Фёрстенфелд, Джастин Фёрстенфелд                  | 4:42         |
| 3.                  | «Heart Go Bang»                               | Джастин Фёрстенфелд                                       | 4:34         |
| 4.                  | «I Want It»                                   | Джастин Фёрстенфелд                                       | 4:37         |
| 5.                  | «Home»                                        | Джастин Фёрстенфелд                                       | 4:07         |
| 6.                  | «We Know Where You Go»                        | Джастин Фёрстенфелд                                       | 4:24         |
| 7.                  | «The Lucky One»                               | Мэтт Новески, Джастин Фёрстенфелд                         | 5:40         |
| 8.                  | «Break Ground»                                | Джастин Фёрстенфелд                                       | 3:53         |
| 9.                  | «Leave It in the Dressing Room (Shake It Up)» | Джастин Фёрстенфелд, Стив Шильц, Тим Палмер, Мэтт Новески | 4:05         |
| 10.                 | «Houston Heights»                             | Джастин Фёрстенфелд, Мэтт Новески                         | 3:17         |
| 11.                 | «Time Changes Everything»                     | Джастин Фёрстенфелд, Райан Делахуси                       | 7:54         |
| 12.                 | «The Still»                                   | Джастин Фёрстенфелд                                       | 3:54         |
| Общая длительность: | Общая длительность:                           | Общая длительность:                                       | 56:13        |

| №   | Название                            | Музыка                           | Длительность |
| --- | ----------------------------------- | -------------------------------- | ------------ |
| 13. | «Heart Go Bang (The Egg Night Mix)» | Джастин Фёрстенфелд, Пэйтон Лонг | 4:49         |
| 14. | «Home (Tim Palmer Mix)»             | Тим Палмер                       | 4:05         |

## Участники записи
Blue October:
- Джастин Фёрстенфелд — стихи (все треки), вокал, гитара
- Райан Делахуси — скрипка, мандолина, фортепиано, синтезатор, струнные, бэк-вокал
- Джереми Фёрстенфелд — барабаны, перкуссия, бэк-вокал
- Мэтт Новески — бас-гитара, бэк-вокал
- Си Би Хадсон — электрическая гитара, акустическая гитара, бэк-вокал

Сессионные музыканты:
- Стив Шильц — гитара (треки 1, 2, 3, 4, 6, 9)
- Эрик Д. Хольц — (треки 3, 4, 5, 4, 9, 10, 11, 14)
- Тим Палмер[англ.] — (треки 1, 3, 4, 6, 7, 9, 10, 11)
- Мэтт Чемберлен — (трек 5)
- Марк Нидхэм — (треки 4, 5)

Продакшн:
- Джастин Фёрстенфелд — исполнительный продюсер, программирование
- Тим Палмер[англ.] — продюсер, сведение
- Марк Нидхэм — дополнительное продюсирование, дополнительноесведение
- Эрик Д. Хольц - звукоинженер, дополнительное сведение, программирование
- Роберт Сьювэлл - помощник звукоинженера
- Пэйтон Лонг - программирование

Менеджмент:
- Пол Нюджент — менеджер, ответственный за работу с A&R (представитель Brando Records)
- Майк Свинфорд — менеджер
- Rainmaker Artists
- Сара Штайнбрехер
- MRI/Magaforce Distribution
- Джереми Мор - юрист
- Dunn and Pariser - коммерческое управление
- Брэд Бонд - дизайн буклета